# قطعنامه ۱۹۵۲ شورای امنیت
قطعنامه ۱۹۵۲ شورای امنیت سازمان ملل متحد که در تاریخ ۲۹ نوامبر ۲۰۱۰ تصویب شد، سندی بین‌المللی دربارهٔ بررسی وضعیت در جمهوری دموکراتیک کنگو است. این قطعنامه طی نشست ۶۴۳۲ام با ۱۵ رای موافق، ۰ مخالف و ۰ ممتنع تصویب شد.